# Draugen - Rarities
Draugen - Rarities es un bootleg de la banda de Black metal, Burzum. El álbum fue lanzado en 2005 y contiene canciones remasterizadas. También incluye el Burzum (Demo_I) y la versión original de la canción, "A Lost and Forgotten Sad Spirit" que fue lanzada originalmente en el disco Burzum por la discografía de Euronymous, Deathlike Silence Productions que es diferente a la versión de Aske. La portada muestra la runa Algiz. El álbum incluye unos demos que no habían sido publicados, la canción "Once Emperor" es la canción Gebrechlichkeit I del álbum Filosofem y la canción "Et Hvitt Lys Over Skogen" iba a ser publicada en el álbum Hvis Lyset Tar Oss pero fue remplazada por "Tomhet". La canción "Seven Harmonies Of The Unknown Truth" no es de Burzum es de un demo llamado Seven Harmonies Of Unknown Truths de la banda Ildjarn y se desconoce por qué fue incluido, probablemente fue un error ya que Burzum solo hizo la introducción en teclado de la canción.

## Lista de canciones
1. Lost Forgotten Sad Spirit - 9:11 (Tomado de Burzum, lanzado en 1992)
2. Stemmen Fra Tårnet - 6:09 (Tomado de Aske, lanzado en 1993)
3. Dominus Sathanas - 3:04 (Tomado de Aske, lanzado en 1993)
4. Lost Wisdom - 4:52 (Tomado de Burzum (Demo I), lanzado en 1991)
5. Spell Of Destruction - 4:58 (Tomado de Burzum (Demo I), lanzado en 1991)
6. Channeling The Power Of Souls Into A New God - 4:00 (Tomado de Burzum (Demo I), lanzado en 1991)
7. Outro - 1:57 (Tomado de Burzum (Demo I), lanzado en 1991)
8. Et Hvitt Lys Over Skogen - 9:08 (Tomado de Svarte Dauen bootleg, lanzado en 1998)
9. Once Emperor - 6:14 (Tomado de Svarte Dauen bootleg, lanzado en 1998)
10. Seven Harmonies Of The Unknown Truth - 3:09 (Tomado de Svarte Dauen bootleg, lanzado en 1998)
11. My Journey To The Stars - 8:10 (Tomado de Burzum, lanzado en 1992)
12. Lost Wisdom - 4:38 (Tomado de Det Som Engang Var, lanzado en 1993)
13. Dunkelheit - 7:05 (Tomado de Filosofem, lanzado en 1996)